# 海恩斯法尔特
海恩斯法尔特是德国巴伐利亚州的一个市镇。总面积17.54平方公里，总人口1442人，其中男性713人，女性729人（2011年12月31日），人口密度82人/平方公里。